# Celestyn Racek
Celestyn Racek (ur. 28 lipca 1862 w Wieliczce, zm. 14 czerwca 1894 w Karwinie) – inżynier górniczy pracujący w kopalniach zagłębia węglowego w Karwinie. Zginął idąc na ratunek uwięzionym w kopalni górnikom po wybuchu metanu. Jego postać została spopularyzowana przez Gustawa Morcinka na kartach „Czarnej Julki”.

## Życiorys
Pochodził z rodziny górniczej, kończył studia w Krakowie a następnie akademię górniczą w Leuven. Po jej ukończeniu pracował w kopalni w Wieliczce. Na Śląsk Cieszyński przybył ok. 1887 r., gdzie włączył się w działalność narodową i oświatową. Podczas pobytu na Ślązku był ś. p. Celestyn Racek niezmordowanym pracownikiem nad podniesieniem oświaty i ducha narodowego wśród braci roboczej. Jako dzielnego szermierza sprawy polskiej pamiętają go dobrze czytelnie polskie w Karwinie, Frysztacie, Łazach i t. p., nad których rozwojem gorliwie pracował w czasie 7-letniego pobytu swego na ziemi ślązkiej.
Podczas wybuchu metanu w kopalni „Franciszka” 14 czerwca 1894 r. i pożaru, który rozprzestrzenił się na szyby „Jan” i „Głęboki”, Racek, wraz z drużyną ratowniczą, poszedł na ratunek uwięzionym górnikom, gdzie zaskoczyła ich kolejna eksplozja, w wyniku której zginęli. Łącznie straciło życie 235 osób i była to jedna z największych katastrof górniczych tamtego okresu. Racek stał się synonimem bohatera niosącego bezinteresowną pomoc już dla współczesnych. Do popularyzacji tej postaci przyczynił się Gustaw Morcinek m.in. na kartach „Czarnej Julki”:

W Karwinie wszyscy wiedzieli o inżynierze Racku. Mnie opowiadała o nim matka, i to nie raz, nie dwa. Inżynier Racek urastał w tych opowieściach do tak wielkiej i pięknej postaci, że łatwo mi było jego duszę przemienić w jabłonkę. Inżynier Racek, pochodzący gdzieś z Galicji, był bohaterem. Starzy górnicy wspominali o nim ze wzruszeniem. Niczym się nie wzruszali, lecz gdy ktoś napomknął o inżynierze Racku, poważnieli, głaskali się po twarzy, oczy im szarzały i chrząkali. Nie wiem, dlaczego tak robili.
Czarna Julka

Racek jest bohaterem 2. Karwińskiej Drużyny Harcerskiej „Wielka Niedźwiedzica” Harcerstwa Polskiego w Republice Czeskiej.